# توماس بریزبن
سر توماس مکدوگل بریزبن، بارونت اول (انگلیسی: Sir Thomas Makdougall Brisbane, 1st Baronet؛ ۲۳ ژوئیهٔ ۱۷۷۳ – ۲۷ ژانویهٔ ۱۸۶۰) افسر نیروی زمینی بریتانیا، مدیر و اخترشناس بود. به توصیه دوک ولینگتون که با او خدمت کرده بود، از ۱۸۲۱ تا ۱۸۲۵ به فرمانداری نیو ساوت ولز منصوب شد. او که اخترشناسی مشتاق بود، دومین رصدخانه مستعمره را ساخت و آموزش‌های علمی و کشاورزی را تشویق کرد. رقبایش شهرت او را خدشه دار کردند. بریزبن به افتخار او نام‌گذاری شد و اکنون یکی از بزرگ‌ترین شهرهای استرالیا است.